# بانک سعودی فرانسه
بانک سعودی فرانسه (انگلیسی: Banque Saudi Fransi) شرکت خدمات مالی و بانکداری عربستانی است، که در سال ۱۹۷۷ تأسیس شد. این بانک هم‌اکنون مالک شبکه‌ای از ۸۳ شعبه و ۵۶۲ دستگاه خودپرداز در عربستان است.